# Arcyptera labiata
Arcyptera labiata är en insektsart som först beskrevs av Gaspard Auguste Brullé 1832.  Arcyptera labiata ingår i släktet Arcyptera och familjen gräshoppor. Inga underarter finns listade i Catalogue of Life.